# 不安 (1954年の映画)
『不安』 (ふあん、伊: La Paura、英: Fear、独: Angst）は、1954年に公開された独伊の合作映画。
監督はロベルト・ロッセリーニ。主演はロッセリーニの妻のイングリッド・バーグマン。この映画はシュテファン・ツヴァイクの小説『不安』を元にしている。ミュンヘンで撮影され、ドイツ語と英語で同時撮影された。  この映画はフィルム・ノワールに分類され、アルフレッド・ヒッチコックとドイツ表現主義の影響を受けている。

## キャスト
- イレーネ・ヴァーグナー：イングリッド・バーグマン
- アルベルト・ヴァーグナー（イレーネの夫）：マチアス・ヴィーマン
- ヨハンナ・シュルツェ：レナーテ・マンハルト（英語版）
- ハインツ・バウマン：クルト・クリューガー（英語版）
- クラウス・キンスキー